# Giuseppe Giudice

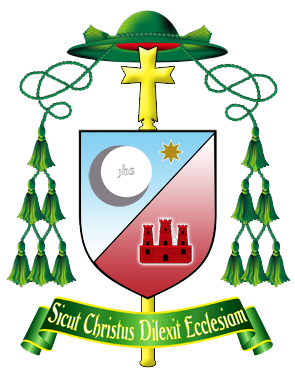
Wappen von Bischof Giuseppe Giudice

Giuseppe Giudice (* 10. September 1956 in Sala Consilina, Provinz Salerno, Italien) ist ein italienischer römisch-katholischer Geistlicher und Bischof von Nocera Inferiore-Sarno.

## Leben
Giuseppe Giudice empfing am 27. September 1986 das Sakrament der Priesterweihe.
Am 24. März 2011 ernannte ihn Papst Benedikt XVI. zum Bischof von Nocera Inferiore-Sarno. Der Kardinalvikar des Bistums Rom, Agostino Kardinal Vallini, spendete ihm am 13. Mai desselben Jahres die Bischofsweihe; Mitkonsekratoren waren der Bischof von Aversa, Angelo Spinillo, und der emeritierte Bischof von Nocera Inferiore-Sarno, Gioacchino Illiano.